# Glodeni (condado)
Glodeni é um condado (ou distrito) da Moldávia. Sua capital é a cidade de Glodeni.